# Zwitserse voetbalbond
De SFV  in Duits of ASF in het Frans en Italiaans of in Duits: Schweizerischer Fussballverband, Frans: Association Suisse de Football, Italiaans: Associazione Svizzera di Football of Reto-Romaans: Associaziun Svizra da Ballape (ASB) is de Zwitserse voetbalbond. De SFV/ASF organiseert de competities in Zwitserland.
De SFV-ASF is ook verantwoordelijk voor het Zwitsers voetbalelftal, en organiseert sinds het seizoen 1997-1998 jaarlijks de verkiezing van Zwitsers voetballer van het jaar. Het is gevestigd te Muri bei Bern.

## Nationale ploegen
- Zwitsers voetbalelftal (mannen)
- Zwitsers voetbalelftal (vrouwen)
- Zwitsers voetbalelftal onder 21 (mannen)
- Zwitsers voetbalelftal onder 17 (vrouwen)